# Calceolaria ascendens
Calceolaria ascendens är en toffelblomsväxtart. Calceolaria ascendens ingår i släktet toffelblommor, och familjen toffelblomsväxter.

## Underarter
Arten delas in i följande underarter:
- C. a. ascendens
- C. a. exigua
- C. a. glandulifera
- C. a. pristiphylla